# Доно Холеров
Антигон (Доно) Холеров (на гръцки: Αντίγονος Χολέρης, Δόνος Χολέρης) е гъркомански революционер, деец на Гръцката въоръжена пропаганда в Македония от началото на XX век.

## Биография
Холеров е роден в леринското село Баница, тогава в Османската империя. Учи в гръцко основно училище в родното си село и след това във Великата народна школа в Цариград. През юни 1907 година дядо му Трифон Холеров заедно с други гъркомани е убит на селския площад от дейци на ВМОРО, начело с леринския войвода Дзоле Гергев. Доно Холеров се връща от Цариград, за да отмъщава, и влиза в четата на гъркоманския капитан Ставро Кочев, която действа в Леринско. Кочев и Холеров сътрудничат на андартския капитан Николаос Андрианакис.
През 1908 година Холеров заминава за Атина, а през 1910 година се завръща в Леринско със собствена чета, с която действа срещу българските комити. През 1911 година убива българския революционер Стати Стоянов Тасев.
Участва в Балканската война (1912 - 1913) срещу турците. По време на Междусъюзническата война през юни 1913 година към Костурско настъпва Сборната партизанска рота на МОО, начело с Васил Чекаларов с цел да повдигне въстание в Корещата. Гръцките власти взимат мерки и сформират така наречените Свещени отряди от бивши андарти и местни гъркомани, като Холеров и Кочев формират чета в Баница. Четата на Чекаларов води сражение в Нидже край Фармакови колиби, а след това продължава към Баница. Отрядът на Холеров устройва засада на 3 km източно от Баница в едно дере, което свършва при моста на железопътната линия. Сборната партизанска рота попада в засадата и започва сражение, в което четата на Холеров е разпръсната, а андартът Георги Михов загива. Холеров убива четника Христо Попов и ранява Чекаларов. Чекаларов също стреля по Холеров и го ранява, а след това и четник от Долно Котори го ранява отново. Чекаларов е качен на кон и Сборната рота се оттегля към Негован, където по тревога е вдигнат и местния Свещен отряд. В последвалия бой южно от Горно Котори Чекаларов е убит. Призори на следващия ден андарти откриват ранения Холеров и го отвеждат в къщата на Илия Дайков, където той издъхва след около час в 10.00 часа на 7 юли 1913 година.
В 1969 година връхът на изток от Баница Големо клепало (997,5 m) е кръстен Ипологаху Холери, в превод Лейтенант Холеров.